# Edith Wallén
Edith Wallén (Estocolmo, 21 de octubre de 1891-Ibidem,  29 de junio de 1960) fue una actriz teatral y cinematográfica sueca.

## Biografía
Nacida en Estocolmo, Suecia, su verdadero nombre era Edith Katarina Olsson. 
Wallén inició su carrera trabajando con Carl Deurell, actuando posteriormente en teatros como el Folkan y el Södra Teatern de Estocolmo. En el último de ellos, en el espectáculo de Año Nuevo de 1923 presentó el cuplé de Emil Norlander Den gula paviljongen. 
Edith Wallén falleció en Estocolmo, Suecia, en 1960. Había estado casada con el actor Sigurd Wallén, con el cual tuvo un hijo, el director Lennart Wallén. 

## Teatro (selección)
- 1910 : Småstadsfolk, de Algot Sandberg, Folkan[1]
- 1910 : Hemgiftsjägare, de Alexander Engel y Julius Horst, Folkan[2]
- 1911 : Här ska valsas, de Oscar Hemberg y Otto Hellkvist, Folkan[3]
- 1915 : Silverasken, de John Galsworthy, Folkan[4]
- 1915 : Kvarnen vid storgården, de Paul Hallström, Folkan[5]
- 1915 : Lika barn leka bäst, de Sigurd Wallén, Folkan[6]
- 1915 : Tattar-Ingrid, de Algot Sandberg, escenografía de Algot Sandberg, Folkan[7]
- 1916 : Här jobbas, de Otto Hellkvist, Folkan[8]
- 1923 : Ebberöds bank, de Axel Breidahl y Axel Frische, escenografía de Sigurd Wallén, Södra Teatern[9]
- 1926 : Slag i slag, de Emil Norlander, Södra Teatern[10]
- 1926 : Jeppe på berget, de Ludvig Holberg, Södra Teatern[11]
- 1926 : Dagens hjälte, de Carlo Keil-Möller, escenografía de Rune Carlsten, Södra Teatern[12][13]
- 1926 : Kopparbröllop, de Svend Rindom, escenografía de Oskar Textorius, Södra Teatern[14]
- 1931 : 33.333, de Algot Sandberg, escenografía de Sigurd Wallén, Folkan[15]
- 1932 : Borgmästarinnan, de Maurice Hennequin, Folkan[16]
- 1932 : Onsdagsflickan, de Paul Sarauw, escenografía de Albert Ranft, Folkan[17]

## Filmografía
- 1911 : Blott en dröm
- 1912 : Systrarna
- 1915 : Kal Napoleon Kalssons bondtur
- 1916 : Kärlek och journalistik
- 1917 : Alexander den store
- 1918 : Berg-Ejvind och hans hustru
- 1919 : Ingmarssönerna
- 1922 : Anderssonskans Kalle
- 1927 : Drottningen av Pellagonien
- 1930 : Charlotte Löwensköld
- 1931 : Skepp ohoj!
- 1935 : Ebberöds bank
- 1952 : Klasskamrater